# Lo peor de todo
«Lo Peor de Todo» es una canción de la banda peruana de rock Rio, siendo a la vez su cuarto sencillo. La canción forma parte de su primer álbum, Lo Peor de Todo. Fue lanzado junto con el álbum en 1986.

## Historia
La canción habla de un hombre que está harto de ciertas características de su novia, principalmente el hecho que busque coquetear con otros chicos, así como otras características personales mencionadas en la letra, como su manera de fumar o masticar un chicle. En el coro, se habla que a pesar de todo, lo peor es que el hombre así quiere a su novia.

## Vídeo musical
El vídeo se trató del último que realizó la banda en los años 1980. Comienza con el vocalista de Río, "Pocho", llegando con su novia al restaurante de comida rápida Tip Top en el distrito de Lince (Lima) en un Volkswagen Escarabajo se destaca las cajas de la gaseosa Coca Cola con el logo de esa época (La marca transnacional competia palmo a palmo con Inca Kola en consumo y popularidad hasta 1999). "Pocho" le pregunta qué desea tomar, a lo que ella opta por un milkshake de chocolate. Mientras él va a traer la bebida, unos jóvenes sentados en una camioneta al lado del Volkswagen le llaman la atención y ella les sonríe. Cuando "Pocho" vuelve con el pedido, se da cuenta de que su novia está coqueteando con los jóvenes y los descubre, por lo que, furioso, golpea el techo del auto y grita "¡NO!", dando inicio a la canción. Mientras la banda toca, se puede ver a "Pocho" reprendiendo a su novia en el auto y ella le presta poca atención. Posteriormente se ve a la pareja en un lugar público (probablemente una discoteca) y luego en una playa. Al final del vídeo, se los puede ver más juntos e incluso abrazándose en la playa.

## Lista de canciones
| N.º | Título            | Duración |  |
| 1.  | «Lo peor de todo» | 4:02     |  |